# 尼克·拉普森
尼克·拉普森（Nick Lampson；1945年2月14日—）是美國的一位政治人物。在1997年至2005年期間，他是得克薩斯州第9選舉區選出的美國眾議院議員。2007年至2009年期間，他是得克薩斯州第22選舉區選出的美國眾議院議員。他的黨籍是民主黨。